# 河村参郎
河村 参郎（かわむら さぶろう、1896年（明治29年）10月7日 - 1947年（昭和22年）6月26日）は、日本の陸軍軍人。最終階級は中将。
1924年陸大（36期）卒後、東京帝国大学で学び、陸軍省軍務局付として1934年までフランスに駐在。1936年には二・二六事件の軍法会議判士を務めた。1937年北支那方面軍参謀として日中戦争に出征。1941年歩兵第9旅団長としてマレー作戦に参加。1942年昭南警備司令官としてシンガポール市内の掃討作戦を指揮。同年12月、印度支那駐屯軍参謀長。終戦後、シンガポール華僑粛清事件の戦犯容疑で逮捕され、1947年4月に死刑判決を受け、同年6月、シンガポールで刑死。遺著『十三階段を上る』がある。

## 経歴
石川県出身。旧加賀藩士・陸軍大尉、鈴木知康の息子として生れ、教員・河村寛二の養子となる。陸軍中央幼年学校予科、同校本科を経て、1917年（大正6年）5月、陸軍士官学校（29期）を首席で卒業。著名な同期生には、3番の有末精三（中将、参謀本部第2部長）、6番の後藤光蔵（中将、第1総軍参謀副長）、11番の鎌田銓一（中将、第2野戦鉄道司令官）、27番の稲田正純（中将、第16方面軍参謀長兼西部軍管区参謀長）、46番の額田坦（中将、陸軍省人事局長）、257番の佐藤賢了（中将、第37師団長）など昭和の陸軍を牽引した多くの人物を輩出している。同年12月、歩兵少尉に任官し、名古屋城内に衛戍する歩兵第6連隊付となる。1924年（大正13年）12月、陸軍大学校（36期）を優等で卒業した。
1925年（大正14年）12月、陸軍省軍務局付勤務、軍務局課員などを経て陸軍兵器本廠付となり、1928年（昭和3年）4月から1931年（昭和6年）3月まで陸軍派遣学生として東京帝国大学法学部政治学科で学んだ。その後、軍務局付となり、1931年9月から1934年（昭和9年）1月までフランスに駐在した。
1933年（昭和8年）12月、歩兵第23連隊大隊長となり、軍務局付兼対満事務局事務官に異動。1936年（昭和11年）3月から7月まで、二・二六事件軍法会議判士を務めた。1937年（昭和12年）4月、軍務局軍務課員となり、北支那方面軍参謀として日中戦争に出征。軍務課長、歩兵第213連隊長を歴任し、1941年（昭和16年）10月、陸軍少将に進級し歩兵第9旅団長に就任。同年12月、マレー作戦に参加。1942年（昭和17年）2月、昭南警備司令官に就任し、シンガポール市内の粛清工作を指揮。
1942年4月、歩兵第9旅団司令部、歩兵第41連隊を基幹とする河村支隊の支隊長としてフィリピンに増援し、パナイ島、ミンダナオ島の戡定にあたる。1942年12月、印度支那駐屯軍参謀長となり、駐屯軍が第38軍に改編され引き続き参謀長を務めた。1945年（昭和20年）3月、陸軍中将に進んだ。同年7月、第224師団長に就任し、編成中に広島で終戦を迎えた。
1945年9月、中国軍管区参謀長に就任し、中国復員監部総務部長、中国復員監を歴任したが、1946年（昭和21年）9月にシンガポール華僑粛清事件の戦犯容疑で逮捕された。同期の牟田口廉也元第18師団長にもシンガポール攻略戦中のアレクサンドラ病院事件やシンガポール陥落後の同じ英領であった対岸マレー半島のジョホール州における華僑粛清事件の容疑があったが、牟田口は辛くも自身への追及を逃れ、河村の戦犯裁判で河村の人格弁護証言を行っている。虐殺やの1947年（昭和22年）4月2日に死刑判決が出され、同年6月26日、シンガポールで刑が執行された。

## 人物
山下奉文軍司令官より事実上虐殺となる抗日分子の大量摘発･即時の厳重処分を命じられたとき、河村は意見具申を行おうとしたものの、鈴木宗作参謀長に押し切られる形で虐殺を行うことになっている。また、現場での実施については、朝枝繁春参謀や監督についた辻政信参謀からの圧力が激しかったとされる。
河村自身の主張によれば、その後も途中で虐殺中止の主張をしたという。のちに、河村が戦犯として裁かれることになったとき、既に山下はフィリピンで米軍に処刑され、鈴木は戦死し、朝枝はシベリアに抑留され、辻が戦犯を逃れて逃亡していたために、彼が責任を負う形で処刑されたとされる。彼自身は、華僑粛清は当時の勢いからすれば当然としながらも、鈴木参謀長が信念をもって軍議を指導していればと、自ら愚痴としながらも嘆いている。
なお、日本の戦犯として処刑された軍人に共通して見られる特徴として、裁判の不当さへの怒りや家族らに自己の潔白を訴えることはあっても、被害者らへの謝罪や悼む言葉はないと言われるが、河村は死刑判決後のシンガポール英軍司令官への自身の意見陳述の書面の中で、自身の処刑で華僑被害者らの憎悪が和らぐなら自身の喜びとするところとの言葉を華僑側代表に伝えてくれるようにと、わずかに書き残している。

## 親族
- 長兄 鈴木実（陸軍軍医少将）
- 次兄 鈴木重康（陸軍中将、陸士17期）

## 著書
- 『十三階段を上る』亜東書房、1952年。NDLJP:1659774。
- 辞世の句「皇軍の 命つつしみもののふの 心静けし 永遠の旅路は」[6]